# Błażej Stencel
Błażej Stencel (ur. 13 marca 1993 w Chełmnie) – polski aktor, piosenkarz, tancerz, prezenter telewizyjny.

## Życiorys

### Młodość i edukacja
Ukończył Państwową Szkołę Muzyczną I stopnia w klasie skrzypiec i altówki. W latach 2015-2020 studiował na Wydziale Aktorskim Akademii Teatralnej im. Aleksandra Zelwerowicza w Warszawie. Uprawiał jeździectwo i cross fit.

### Praca zawodowa
W 2020 został aktorem Teatru im. Wojciecha Bogusławskiego w Kaliszu. Współpracował też z Teatrem Muzycznym „Capitol” we Wrocławiu, Teatrem Studio w Warszawie i Teatrem im. W. Horzycy w Toruniu. 
W 2023 został wyróżniony na Międzynarodowym Festiwalu Teatralnym „Kontakt” w Toruniu.
Od 2024 z Agnieszką Dziekan współprowadzi teleturniej Koło fortuny w TVP2. 21 października 2024 współprowadził 27. galę rozdania Telekamer „Tele Tygodnia”. 22 czerwca 2025 poprowadził wraz z Ewą Jakubiec (Miss Polonia 2023) galę finałową konkursu Miss Polonia 2025.

## Życie prywatne
Jest gejem. W marcu 2025 zaręczył się z aktorem Kamilem Krupiczem, z którym pozostaje w związku od 2018.

## Role teatralne[6]
- 2015: Faraon – rola, Teatr Wybrzeże w Gdańsku
- 2018: Blaszany bębenek – Jan, Teatr Muzyczny „Capitol” we Wrocławiu
- 2020: Prosna. Kryminał muzyczny – Korneliusz Piekarek, Teatr im. Wojciecha Bogusławskiego w Kaliszu
- 2021: Czaszka z Connemary – Mairtin Hanlon, Teatr im. Wojciecha Bogusławskiego w Kaliszu
- 2022: Budowniczy Solness – Ragnar Brovik, Teatr im. Wojciecha Bogusławskiego w Kaliszu
- 2023: Zły – Wiesław Mechciński, czarnowłosy chłopak, Lowa Zylbersztajn, Teatr im. Wojciecha Bogusławskiego w Kaliszu
- 2023: Czerwone nosy – Druce, Teatr im. Wojciecha Bogusławskiego w Kaliszu
- 2023: The Best European Show – rola, Teatr im. Jana Kochanowskiego w Opolu
- 2024 "Premiera, która poszła nie tak" jako Trevor - Teatr Variete Kraków 2024

## Filmografia[4]
Filmy
- 2022: Tylko do świtu
- 2023: Pokolenie Ikea – Krystian
- 2024: Sezony – Błażej
- 2024: Powstaniec 1863 – sierżant senior

Seriale
- 2017: O mnie się nie martw – Sebastian
- 2018: W rytmie serca – Paweł
- 2019: Młody Piłsudski – Abramowicz
- 2022: Ojciec Mateusz – kawaler
- 2022: Na sygnale – Patryk
- 2022: Domek na szczęście – projektant Jean Pierre
- 2023: Polowanie na ćmy – lokator Piotrowskiego
- 2023: BringBackAlice – vloger

### Dubbing[12]
Filmy
- 2019: Tajni i fajni
- 2021: Tydzień życia – Will Hawkins
- 2021: Wiedźmin: Zmora Wilka – Luka
- 2022: Rosaline – Parys

Seriale
- 2021: Ridley Jones: Strażniczka muzeum – Dante
- 2022: Mecenas She-Hulk